# Fechtweltmeisterschaften 2004
Die 52. Fechtweltmeisterschaft fand vom 10. bis 13. Juni 2004 in New York statt. Die Vereinigten Staaten waren damit nach 1958 und 1989 zum dritten Mal Gastgeber einer Fechtweltmeisterschaft. Da im selben Jahr in Athen die Olympischen Sommerspiele stattfanden, wurden lediglich die beiden nichtolympischen Mannschaftswettbewerbe im Damenflorett und im Damensäbel ausgetragen.
Eingebettet waren die Wettkämpfe in eine Weltcupveranstaltung. Als Austragungsort diente das Hunter College. Die Finalkämpfe fanden im Tanzsaal des historischen Roosevelt Hotels statt. An den beiden Turnieren nahmen Sportlerinnen aus 13 Nationen teil.

## Damen

### Florett, Mannschaft
| Platz | Land                   | Sportlerinnen                                                                  |
| ----- | ---------------------- | ------------------------------------------------------------------------------ |
| 1     | Italien                | Margherita Granbassi, Giovanna Trillini, Valentina Vezzali, Elisa Di Francisca |
| 2     | Rumänien               | Laura Badea, Roxana Scarlat, Cristina Stahl                                    |
| 3     | Polen                  | Sylwia Gruchała, Anna Rybicka, Magdalena Mroczkiewicz, Małgorzata Wojtkowiak   |
| 4     | Ungarn                 |                                                                                |
| 5     | Russland               |                                                                                |
| 6     | Deutschland            |                                                                                |
| 7     | Frankreich             |                                                                                |
| 8     | Japan                  |                                                                                |
| 9     | Vereinigte Staaten     |                                                                                |
| 10    | Vereinigtes Königreich |                                                                                |
| 11    | Kanada                 |                                                                                |

Datum: 11. Juni 2004
Turnierplan

|  | Halbfinale | Halbfinale | Halbfinale |         |          | Finale            | Finale            | Finale            |
|  |            |            |            |         |          |                   |                   |                   |
|  |            |            |            |         |          |                   |                   |                   |
|  | Italien    | Italien    | 45         |         |          |                   |                   |                   |
|  | Ungarn     | Ungarn     | 27         |         |          |                   |                   |                   |
|  |            |            |            | Italien | Italien  | 42                |                   |                   |
|  |            |            |            |         | Rumänien | Rumänien          | 28                |                   |
|  | Rumänien   | Rumänien   | 45         |         |          |                   |                   |                   |
|  | Polen      | Polen      | 40         |         |          | Gefecht um Bronze | Gefecht um Bronze | Gefecht um Bronze |
|  |            |            |            |         |          | Polen             | Polen             | 44                |
|  | Ungarn     | Ungarn     | 42         |         |          |                   |                   |                   |
|  |            |            |            |         |          |                   |                   |                   |

### Säbel, Mannschaft
| Platz | Land                   | Sportlerinnen                                               |
| ----- | ---------------------- | ----------------------------------------------------------- |
| 1     | Russland               | Sofja Welikaja, Jekaterina Fedorkina, Jelena Netschajewa    |
| 2     | Vereinigte Staaten     | Emma Baratta, Emily Jacobson, Sada Jacobson, Mariel Zagunis |
| 3     | Frankreich             | Anne-Lise Touya, Léonore Perrus, Cécile Argiolas            |
| 4     | Rumänien               |                                                             |
| 5     | Polen                  |                                                             |
| 6     | Italien                |                                                             |
| 7     | Ungarn                 |                                                             |
| 8     | Volksrepublik China    |                                                             |
| 9     | Deutschland            |                                                             |
| 10    | Aserbaidschan          |                                                             |
| 11    | Vereinigtes Königreich |                                                             |
| 12    | Japan                  |                                                             |
| 13    | Kanada                 |                                                             |

Datum: 11. Juni 2004
Turnierplan

|  | Halbfinale         | Halbfinale         | Halbfinale |          |                    | Finale             | Finale            | Finale            |
|  |                    |                    |            |          |                    |                    |                   |                   |
|  |                    |                    |            |          |                    |                    |                   |                   |
|  | Russland           | Russland           | 45         |          |                    |                    |                   |                   |
|  | Frankreich         | Frankreich         | 42         |          |                    |                    |                   |                   |
|  |                    |                    |            | Rumänien | Russland           | 45                 |                   |                   |
|  |                    |                    |            |          | Vereinigte Staaten | Vereinigte Staaten | 43                |                   |
|  | Vereinigte Staaten | Vereinigte Staaten | 45         |          |                    |                    |                   |                   |
|  | Rumänien           | Rumänien           | 31         |          |                    | Gefecht um Bronze  | Gefecht um Bronze | Gefecht um Bronze |
|  |                    |                    |            |          |                    | Frankreich         | Frankreich        | 44                |
|  | Rumänien           | Rumänien           | 39         |          |                    |                    |                   |                   |
|  |                    |                    |            |          |                    |                    |                   |                   |